# Strophostyles leiosperma
Strophostyles leiosperma är en ärtväxtart som först beskrevs av John Torrey och Asa Gray, och fick sitt nu gällande namn av Charles Vancouver Piper. Strophostyles leiosperma ingår i släktet Strophostyles och familjen ärtväxter. Inga underarter finns listade i Catalogue of Life.